# Vodní nádrž Husinec
Vodní nádrž Husinec je přehradní nádrž poblíž stejnojmenného města v okrese Prachatice v Jihočeském kraji. Tato nádrž patří pod správu Povodí Vltavy, konkrétně závodu Horní Vltava.

## Historie
Přehrada byla vybudována v letech 1934 až 1939, za dohledu Ing. Emila Štěrby z Berouna. Kámen, který byl použit pro výstavbu přehrady dlouhé 197 m, byl těžen v lomu Kobylí hora nedaleko od Prachatic. Náklady na výstavbu přehrady dosáhly výše 16 milionů tehdejších korun. Stavební práce na vodním díle byly dokončeny až během druhé světové války, v roce 1940. Pro dopravu kamene přes hornaté údolí řeky Blanice a nedalekého Živého potoka byla vybudována 2,5 km dlouhá lanovka. V 50. letech 20. století byla vybudována nová silnice z Prachatic k přehradě, byly instalovány turbíny s výkonem 500 kW a ještě o nějakou dobu později zřízena i úpravna vody.

## Popis
Husinec má zakřivenou gravitační zděnou hráz o délce 197 m a výšce 27,2 m. V koruně hráze se na kótě 528,33 m n. m. nachází pět polí bezpečnostního přelivu o maximální kapacitě 161,1 m³.s⁻¹, každé pole má šířku 9,25 m. Vzdutí přehrady je patrné až do vzdálenosti 3,5 km.
Po hrázi přehrady je vedena silnice Prachatice-Husinec, silnice má šířku 5 m.

## Využití
Kromě regulace vody slouží i jako zásobárna vody pro město Prachatice. Součástí nádrže je i malá vodní elektrárna s Kaplanovou turbínou o výkonu 630 kW.

## Vodní režim
Přehrada se nachází na řece Blanici. Průměrný roční úhrn srážek v jejím povodí činí 778 mm a průměrný roční průtok 2,08 m³/s.